# Felipe Baltasar
Felipe Baltasar (Villarroya de los Pinares, 1569-Teruel, 17 de julio de 1631) fue un compositor y maestro de capilla español.

## Vida
Nació en Villarroya de los Pinares en 1569, hijo de Bernabé Baltasar e Isabel Villarroya.
Es el primer maestro de capilla de Teruel en ser nombrado en las actas capitulares. Inició su maestría en 1604 y se ordenó presbítero en la Catedral. Era un hombre alegre y sociable:

Mandose aviso al Maestro de Capilla [...] sobre el uso de los instrumentos para que no se hagan músicas por las noches, por las calles ni que sirvan para cosas profanas y a que se volvieran a donde estaban y que avise a Juan Fombuena, tiple y Fox, contralto no vayan las noches en dar músicas por las calles, que parece mal y si no se pondrá remedio.

En general, fue muy apreciado por el Cabildo y no descuidó sus obligaciones con sus los infantes. El Cabildo le felicitó y compensó en diversas ocasiones por su buen trabajo enseñando a los niños Música, Gramática y Aritmética. Una muy buena formación para la época.
Pero el maestro también tuvo problemas graves con el coro:

Determinóse por ciertas diferencias que pasaron en el choro entre el Maestro de Capilla y el Baxón el qual se descompuso con palabras contra el Maestro, que se les hablase y procurase el Sr. Deán componerlos y dar una buena fraterna [...]

[...] despidióse a Mos. Phillippe Sancho succentor por haber herido al maestro y se dio orden que se buscase otro en su lugar. Determinóse que se les intime a los músicos de esta Iglesia que nadie se atreva a entrar en el choro con armas algunas so pena de que in continenti se le despediría.

Durante su maestría se tocaron en la Catedral de Teruel lo más granado entre los compositores españoles y europeos, Victoria, Aguilera de Heredia, Palestrina, Orlando de Lasso, Guerrero, Morales, Robledo, Comes, etc.
En marzo de 1628 se contrató a Francisco Navarro, procedente de Las Cuevas de Cañart, para las plazas de cantor y teniente de maestro de capilla, ya que al parecer Baltasar estaba ya mayor. Pocos meses después partió hacia Albarracín para ocupar la plaza de maestro de capilla.
Felipe Baltasar hizo testamento y dejó todos sus bienes a la Catedral, lo que significa que toda su música, tanto propia como ajena, fue a parar al archivo. Falleció el 17 de julio de 1631 a los sesenta y dos años.

En el coro hubo un círculo, en que se dio noticia al Cabildo, que había muerto Felipe Baltasar, Maestro de Capilla de esta Iglesia; y sus ejecutores [del testamento] que fueron los Muy Ilustres Señores Dr. Juan Antonio Burillo, licenciado Pedro Agramonte, y el Cabildo resolvió se enterrase junto de la puerta del púlpito de la epístola.

Su sucesor fue Juan Brun, nombrado el 6 de julio de 1631.

## Obra
Se sabe por noticias que compuso diversas obras, entre ellas una misa Bonæ Voluntatis a ocho voces, pero solo se conservan dos obras suyas en el archivo, una misa a ocho voces y el motete O Rex.